# Rosbach vor der Höhe
Rosbach vor der Höhe (amtlich Rosbach v. d. Höhe) ist eine hessische Stadt am Rande des Taunus südwestlich von Friedberg (Hessen) im Wetteraukreis.

## Geografie

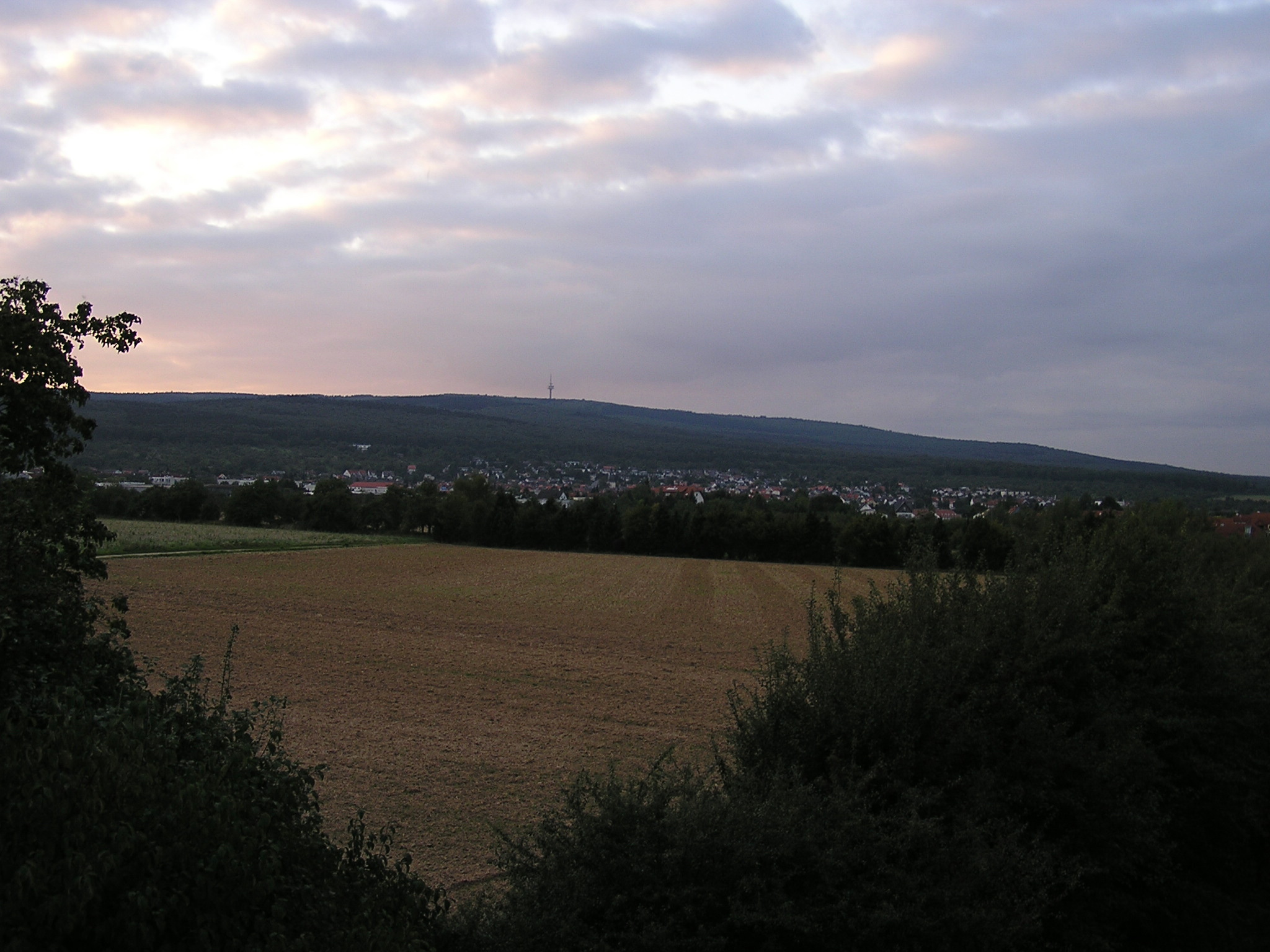
Ober-Rosbach am Winterstein

### Nachbargemeinden und -kreise
Rosbach grenzt im Norden an die Stadt Friedberg (Hessen), im Osten an die Gemeinde Wöllstadt, im Süden an die Stadt Karben (alle im Wetteraukreis) sowie im Westen an die Städte Bad Homburg vor der Höhe und Friedrichsdorf und die Gemeinde Wehrheim (alle drei im Hochtaunuskreis).

### Stadtgliederung
Rosbach besteht aus den Stadtteilen Nieder-Rosbach (2422 Einwohner), Ober-Rosbach (6070 Einwohner) und Rodheim vor der Höhe, (5080 Einwohner) (Stand 2022).

## Geschichte
Bodenfunde reichen bis in bandkeramische und keltische Zeit zurück.
Die älteste erhaltene Erwähnung von „Rosbach“ stammt aus dem Jahr 884, der ursprünglich selbständige Stadtteil Rodheim wurde bereits 805 im Lorscher Codex dokumentiert. Die Namensherkunft steht nicht eindeutig fest, als wahrscheinlichste Erklärung gilt aber die Ableitung aus dem mittelhochdeutschen Wort „roezen“ oder „rozen“ (rösten), welches einen Aufschlussvorgang bei der Flachsverarbeitung bezeichnete.
884 ging Ober-Rosbach als kaiserliche Schenkung an das Kloster Fulda. Später ging der Ort in den Besitz der Landgrafschaft Hessen-Darmstadt, des Grafen von Nassau und des Kurfürsten und Erzbischofs von Trier über. 1663 erhielt die Gemeinde die Stadtrechte. Der Stadtteil Rodheim v. d. Höhe war von etwa 1600 bis 1821 Sitz des Amtes Rodheim.
Von 1850 bis 1926 wurde in 80 Grubenbauen Manganerzbergbau betrieben. 1901 wurden Nieder-Rosbach und Rodheim durch die Eisenbahnstrecke Friedberg–Homburg an das deutsche Eisenbahnnetz angeschlossen. 1912 wurde die bis dahin gemeinsame Gemarkung in Nieder- und Ober-Rosbach getrennt.
Über den Brandanschlag in Rosbach 1988 durch Sympathisanten der Action directe wurde bundesweit berichtet.

## Eingemeindungen
Im Zuge der Gebietsreform in Hessen wurden am 1. Dezember 1970 die bis dahin selbständige Gemeinde Nieder-Rosbach in die Stadt Ober-Rosbach eingegliedert. Die Stadt Ober-Rosbach wurde amtlich in Rosbach umbenannt. Am 1. August 1972 wurde diese kurzlebige Stadt mit der Gemeinde Rodheim vor der Höhe kraft Landesgesetz zu einer neuen Stadt Rosbach zusammengeschlossen. Am 14. März 1973 erhielt diese den Namen Rosbach vor der Höhe.

## Politik

### Stadtverordnetenversammlung
Die Kommunalwahl am 14. März 2021 lieferte folgendes Ergebnis, in Vergleich gesetzt zu früheren Kommunalwahlen:
| Sitzverteilung in der Stadtverordnetenversammlung 2021Insgesamt 31 Sitze - SPD: 4 - Grüne: 5 - Stimme: 5 - FDP: 3 - FWG: 5 - CDU: 9 | Parteien und Wählergemeinschaften | Parteien und Wählergemeinschaften           | 2021  | 2021  | 2016  | 2016  | 2011  | 2011  | 2006  | 2006  | 2001  | 2001  |
| Sitzverteilung in der Stadtverordnetenversammlung 2021Insgesamt 31 Sitze - SPD: 4 - Grüne: 5 - Stimme: 5 - FDP: 3 - FWG: 5 - CDU: 9 | Parteien und Wählergemeinschaften | Parteien und Wählergemeinschaften           | %     | Sitze | %     | Sitze | %     | Sitze | %     | Sitze | %     | Sitze |
| Sitzverteilung in der Stadtverordnetenversammlung 2021Insgesamt 31 Sitze - SPD: 4 - Grüne: 5 - Stimme: 5 - FDP: 3 - FWG: 5 - CDU: 9 | CDU                               | Christlich Demokratische Union Deutschlands | 28,0  | 9     | 26,1  | 8     | 29,1  | 9     | 34,8  | 11    | 40,6  | 15    |
| Sitzverteilung in der Stadtverordnetenversammlung 2021Insgesamt 31 Sitze - SPD: 4 - Grüne: 5 - Stimme: 5 - FDP: 3 - FWG: 5 - CDU: 9 | Stimme                            | Stimme RosbachRodheim                       | 17,0  | 5     | 12,2  | 4     | —     | —     | —     | —     | —     | —     |
| Sitzverteilung in der Stadtverordnetenversammlung 2021Insgesamt 31 Sitze - SPD: 4 - Grüne: 5 - Stimme: 5 - FDP: 3 - FWG: 5 - CDU: 9 | Grüne                             | Bündnis 90/Die Grünen                       | 17,0  | 5     | 8,3   | 2     | 13,6  | 4     | 6,7   | 2     | —     | —     |
| Sitzverteilung in der Stadtverordnetenversammlung 2021Insgesamt 31 Sitze - SPD: 4 - Grüne: 5 - Stimme: 5 - FDP: 3 - FWG: 5 - CDU: 9 | FWG                               | Freie Wählergemeinschaft Rosbach/Rodheim    | 14,6  | 5     | 15,2  | 5     | 13,6  | 4     | 16,7  | 5     | 15,8  | 6     |
| Sitzverteilung in der Stadtverordnetenversammlung 2021Insgesamt 31 Sitze - SPD: 4 - Grüne: 5 - Stimme: 5 - FDP: 3 - FWG: 5 - CDU: 9 | SPD                               | Sozialdemokratische Partei Deutschlands     | 13,7  | 4     | 22,4  | 7     | 24,5  | 8     | 23,0  | 7     | 29,8  | 11    |
| Sitzverteilung in der Stadtverordnetenversammlung 2021Insgesamt 31 Sitze - SPD: 4 - Grüne: 5 - Stimme: 5 - FDP: 3 - FWG: 5 - CDU: 9 | FDP                               | Freie Demokratische Partei                  | 8,6   | 3     | 11,6  | 4     | 5,6   | 2     | 6,7   | 2     | 5,2   | 2     |
| Sitzverteilung in der Stadtverordnetenversammlung 2021Insgesamt 31 Sitze - SPD: 4 - Grüne: 5 - Stimme: 5 - FDP: 3 - FWG: 5 - CDU: 9 | SALZ                              | Soziale Alternative Lebenswerte Zukunft     | 1,1   | 0     | 4,2   | 1     | —     | —     | —     | —     | —     | —     |
| Sitzverteilung in der Stadtverordnetenversammlung 2021Insgesamt 31 Sitze - SPD: 4 - Grüne: 5 - Stimme: 5 - FDP: 3 - FWG: 5 - CDU: 9 | puR                               | parteiunabhängige Rosbacher                 | —     | —     | —     | —     | 10,2  | 3     | 7,7   | 3     | 8,7   | 3     |
| Sitzverteilung in der Stadtverordnetenversammlung 2021Insgesamt 31 Sitze - SPD: 4 - Grüne: 5 - Stimme: 5 - FDP: 3 - FWG: 5 - CDU: 9 | Piraten                           | Piratenpartei Deutschland                   | —     | —     | —     | —     | 3,4   | 1     | —     | —     | —     | —     |
| Sitzverteilung in der Stadtverordnetenversammlung 2021Insgesamt 31 Sitze - SPD: 4 - Grüne: 5 - Stimme: 5 - FDP: 3 - FWG: 5 - CDU: 9 | Linke.WASG                        | Die Linke.WASG                              | —     | —     | —     | —     | —     | —     | 4,4   | 1     | —     | —     |
| Sitzverteilung in der Stadtverordnetenversammlung 2021Insgesamt 31 Sitze - SPD: 4 - Grüne: 5 - Stimme: 5 - FDP: 3 - FWG: 5 - CDU: 9 | Gesamt                            | Gesamt                                      | 100,0 | 31    | 100,0 | 31    | 100,0 | 31    | 100,0 | 31    | 100,0 | 37    |
| Sitzverteilung in der Stadtverordnetenversammlung 2021Insgesamt 31 Sitze - SPD: 4 - Grüne: 5 - Stimme: 5 - FDP: 3 - FWG: 5 - CDU: 9 | Wahlbeteiligung in %              | Wahlbeteiligung in %                        | 52,6  | 52,6  | 50,8  | 50,8  | 46,9  | 46,9  | 45,8  | 45,8  | 53,3  | 53,3  |

### Bürgermeister
Nach der hessischen Kommunalverfassung wird der Bürgermeister für eine sechsjährige Amtszeit gewählt, seit dem Jahr 1993 in einer Direktwahl, und ist Vorsitzender des Magistrats, dem in der Stadt Rosbach vor der Höhe neben dem Bürgermeister ehrenamtlich ein Erster Stadtrat und sechs weitere Stadträte angehören. Bürgermeister ist seit dem 17. März 2019 der parteiunabhängige Steffen Maar. Er wurde am 11. November 2018 in einer Stichwahl, die der Amtsinhaber Thomas Alber verfehlte, bei 54,8 Prozent Wahlbeteiligung mit 54,3 Prozent der Stimmen gewählt. Es folgte eine Wiederwahl ohne Gegenkandidaten im September 2024.
Amtszeiten der Bürgermeister
- 2019–2031 Steffen Maar[10]
- 2013–2019 Thomas Alber[11]
- 1997–2013 Detlef Brechtel[14]
- 1991–1996 Reinhold Medebach (SPD) (1952–2024)[15]
- 1979–1990 Detlef Brechtel[16]

| Jahr           | Wahlbeteili- gung in % | Kandidaten        | Partei | Stimmen in % |
| -------------- | ---------------------- | ----------------- | ------ | ------------ |
| 2024           | 34,1                   | Steffen Maar      |        | 91,1         |
| 2018 Stichwahl | 54,8                   | Steffen Maar      |        | 54,3         |
| 2018 Stichwahl | 54,8                   | Christoph Käding  |        | 45,7         |
| 2012 Stichwahl | 50,7                   | Thomas Alber      |        | 56,3         |
| 2012 Stichwahl | 50,7                   | Henrik Schnabel   | CDU    | 43,7         |
| 2008           | 32,7                   | Detlef Brechtel   |        | 73,1         |
| 2002           | 54,0                   | Detlef Brechtel   |        | 71,9         |
| 2002           | 54,0                   | Dieter Launhardt  | SPD    | 28,1         |
| 1996 Stichwahl | 65,6                   | Detlef Brechtel   |        | 50,8         |
| 1996 Stichwahl | 65,6                   | Reinhold Medebach | SPD    | 49,2         |

### Wappen
Blasonierung: In Gold ein roter Sparren, oben begleitet von einem blauen Turm und einer stilisierten blauen Schäferschippe, unten von einer roten Rose mit goldenem Butzen und grünen Kelchblättern.

Bedeutung: Die Schäferschippe steht für das ehemals selbstständige Nieder-Rosbach, der Turm für den vier Kilometer vom eigentlichen Rosbach entfernt gelegenen alten selbständigen Ort Rodheim vor der Höhe, der 1972 als neuer Stadtteil zu Rosbach hinzugekommen ist, die Rose, das Symbol Ober-Rosbachs, steht für Rosbach als ganzes.

### Städtepartnerschaften
Partnerstädte von Rosbach sind Netzschkau im sächsischen Vogtland (seit 1990) sowie seit 1995 Ciechanowiec in Polen und Saint-Germain-lès-Corbeil in Frankreich.

## Wirtschaft und Infrastruktur

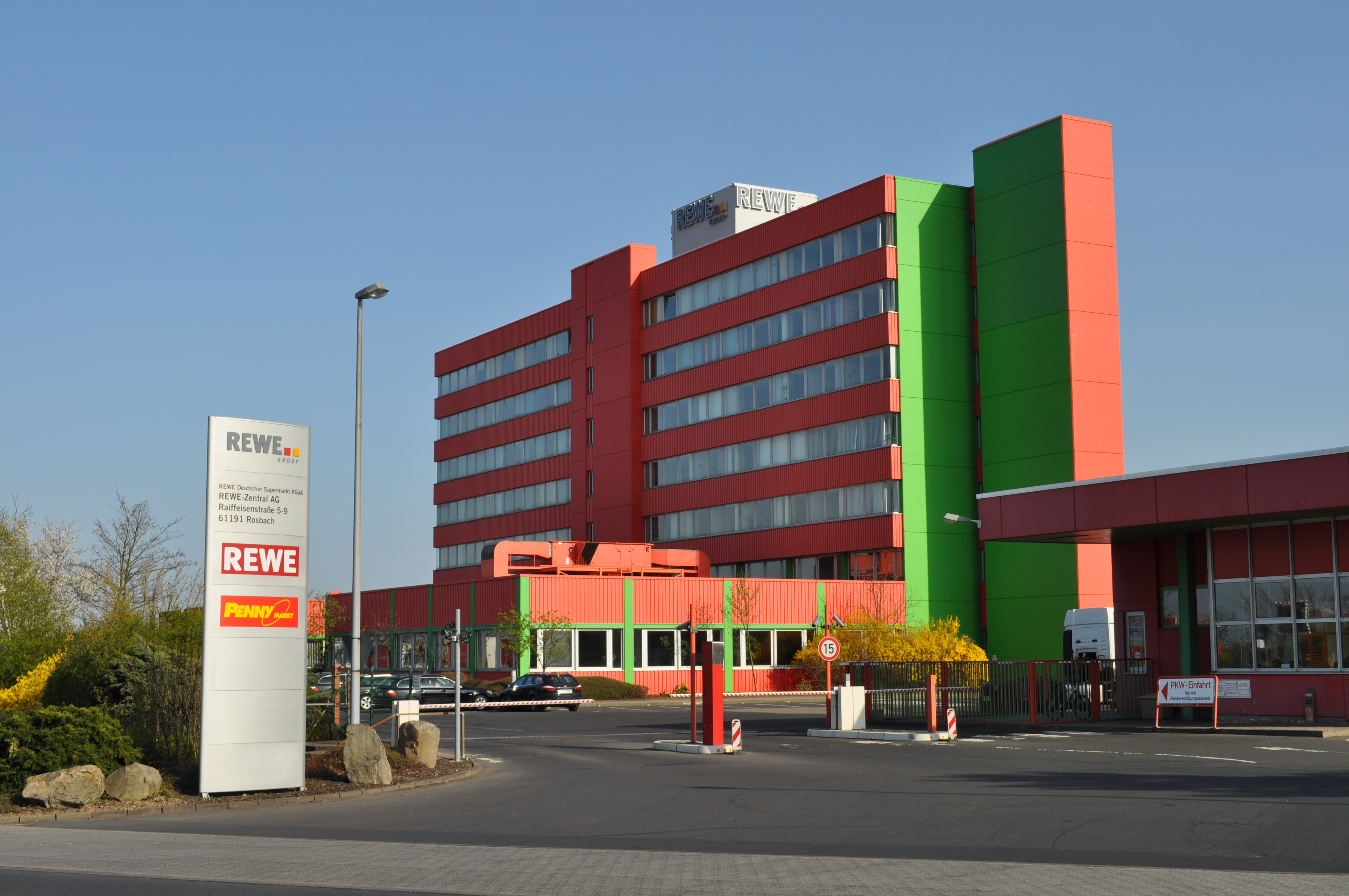
Zentrallager der Rewe – hier in der alten Farbgebung (rot-grün)

### Wirtschaft
Im Stadtteil Nieder-Rosbach befindet sich die Mineralquelle Rosbacher Brunnen, die seit 2001 zu den Hassia Mineralquellen gehört; das Mineralwasser der Marke Rosbacher wird seit 2009 über eine Rohrleitung vom Quellort zum Abfüllbetrieb nach Bad Vilbel geleitet. Weiterhin befindet sich im Stadtteil Ober-Rosbach ein großes, weithin sichtbares Zentrallager und Verwaltungsgebäude der Rewe Deutscher Supermarkt KGaA. Im selben großen Gewerbegebiet mit Einzel- und Großhandelsunternehmen finden sich zwei Fast-Food-Restaurants, Supermärkte und Tankstellen. Seit 2009 befindet sich dort ebenfalls die Deutschlandzentrale der Triumph Motorcycles Limited. Im angrenzenden Waldgebiet finden sich Quarzitsteinbrüche.

### Verkehr
Die Gemeinde verfügt über einen Anschluss zur naheliegenden Bundesautobahn 5 und einen Bahnanschluss an die Bahnstrecke Friedberg–Friedrichsdorf. Der Bahnhof Rosbach v d Höhe wurde im Jahr 1901 eröffnet, das Bahnhofsgebäude steht heute unter Denkmalschutz und beherbergt unter anderem die Stadtbücherei. Seit Ende 2013 führt eine Ortsumgehung den Verkehr der Kreisstraße 11 zwischen Ober-Wöllstadt und der Autobahnanschlussstelle südlich um Nieder-Rosbach herum.

### Bildungseinrichtungen

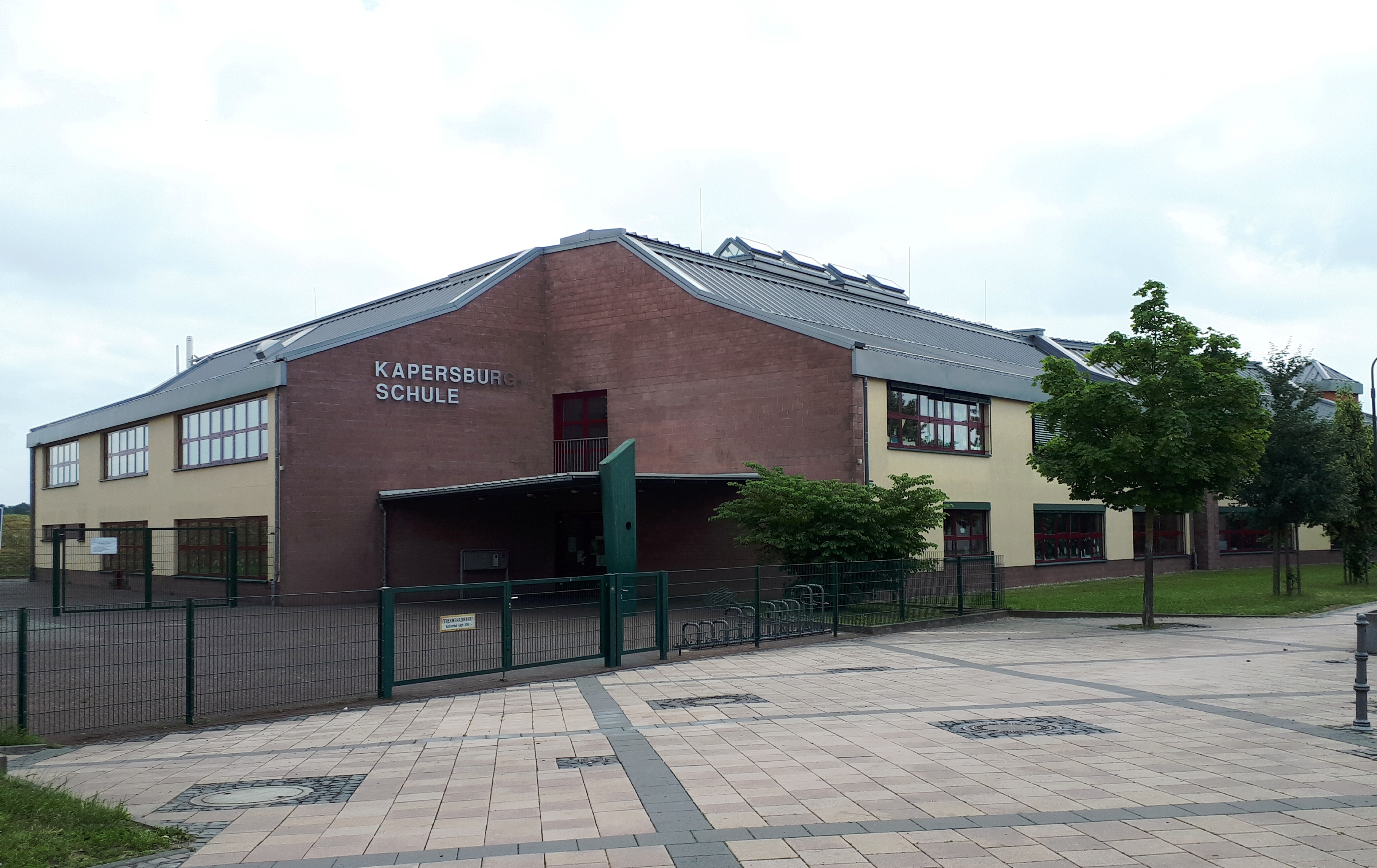
Kapersburgschule

- Kapersburgschule: Grundschule (Ober- und Nieder-Rosbach)
- Erich Kästner-Schule: Grund-, Haupt- und Realschule (Rodheim)
- Kindertagesstätte „Alte Schule“ (Rodheim vor der Höhe)
- Kindertagesstätte „Regenbogenhaus“ (Rodheim vor der Höhe)
- Kindertagesstätte „Luna“ – Taunusblick (Nieder-Rosbach)
- Kindertagesstätte „Am Kirschenberg“ (Ober-Rosbach)
- Kindertagesstätte „Villa Konfetti“ – Obergärten (Nieder-Rosbach)
- Kindertagesstätte „Kinderhaus Bergstraße“ (Ober-Rosbach)
- Kindertagesstätte „Kita VzF Sang“ (Ober-Rosbach)

## Sehenswürdigkeiten

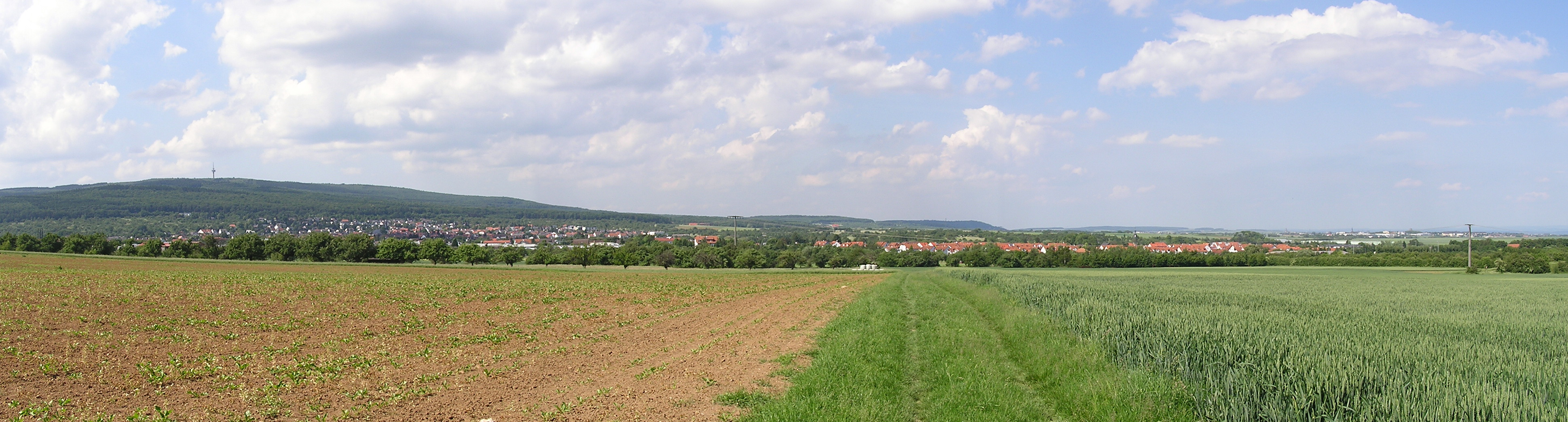
Panorama

Im Stadtteil Nieder-Rosbach befindet sich eine denkmalgeschützte Wasserburg, die im Eigentum der Stadt steht und als Veranstaltungsraum und Begegnungsstätte dient. Gut drei Kilometer westlich des Stadtteils Ober-Rosbach liegt das römische Kastell Kapersburg, das als eine der besterhaltenen Anlagen des Obergermanisch-Raetischen Limes gilt. Anlässlich der Anerkennung des Limes als UNESCO-Weltkulturerbe wurde das bereits um die Wende vom 19. zum 20. Jahrhundert ausgegrabene und konservierte Kastell erneut vollständig restauriert und das gesamte Gelände in einen archäologischen Park umgewandelt.

### Kirchen
In der Gemeinde finden sich folgende Kirchen:

#### Evangelisch
- Stadtkirche Ober-Rosbach
- Burgkirche Nieder-Rosbach
- Evangelische Kirche Rodheim vor der Höhe

#### Katholisch

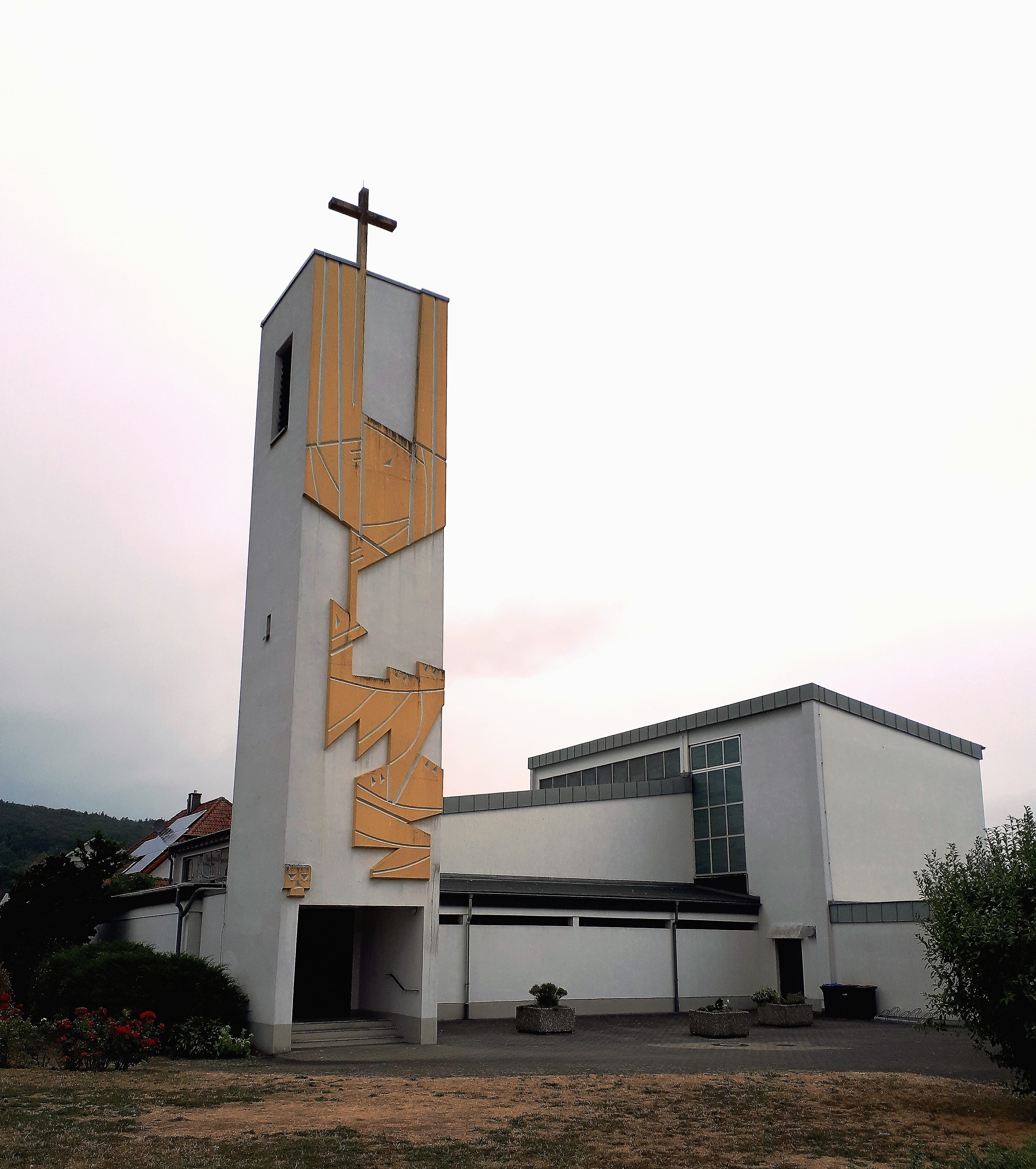
Katholische Kirche St. Michael

- St. Michael,[19] Stadtteile Ober-Rosbach und Nieder-Rosbach
- St. Johannes Evangelist, Stadtteil Rodheim

#### Orgeln in Rosbacher Kirchen

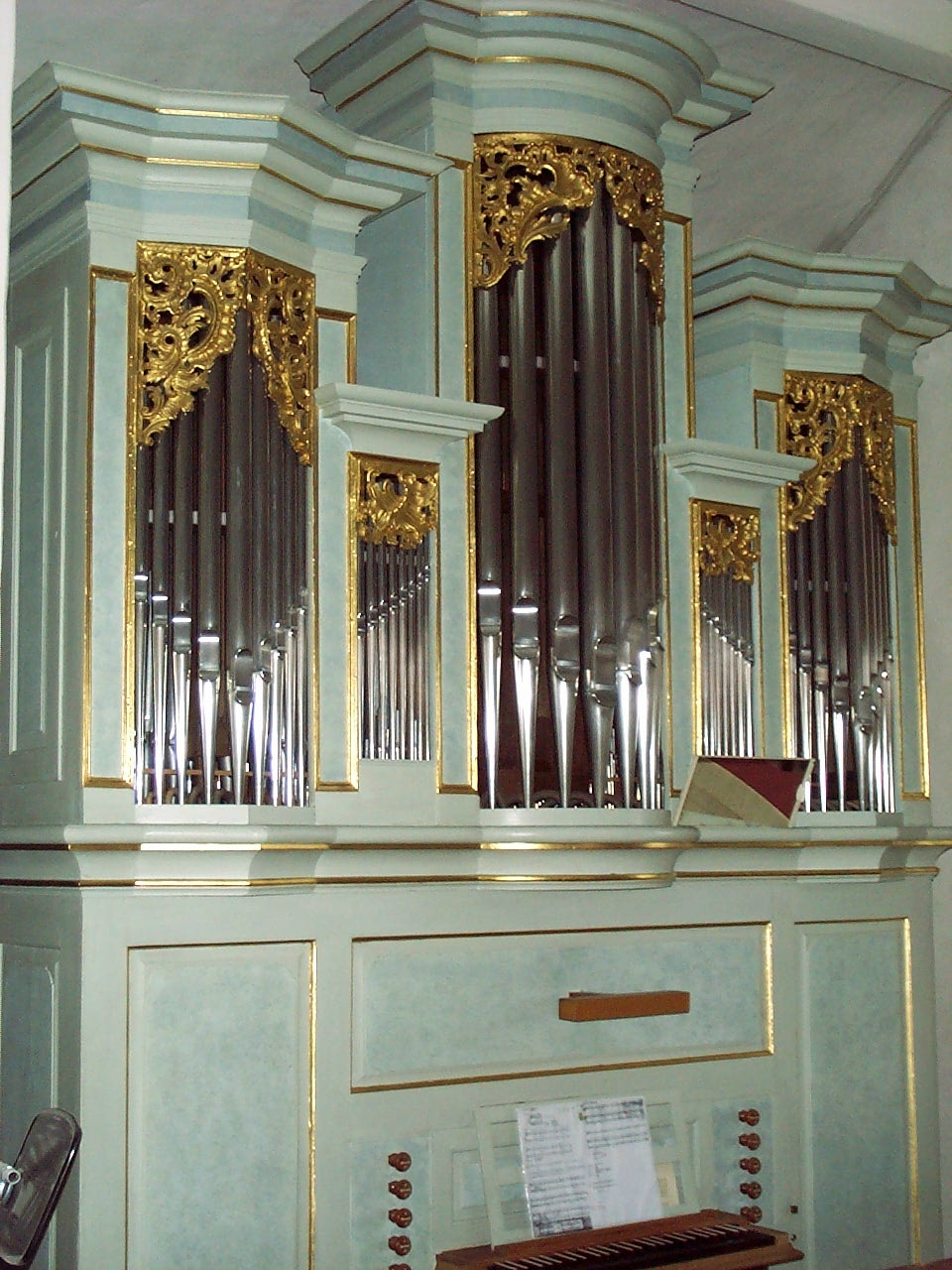
Ev. Burgkirche: Gebr. Oberlinger, 1979, zehn Register auf einem Manual, Pedal hinter dem historischen Prospekt (vermutlich von Nikolaus Boller, 1702)
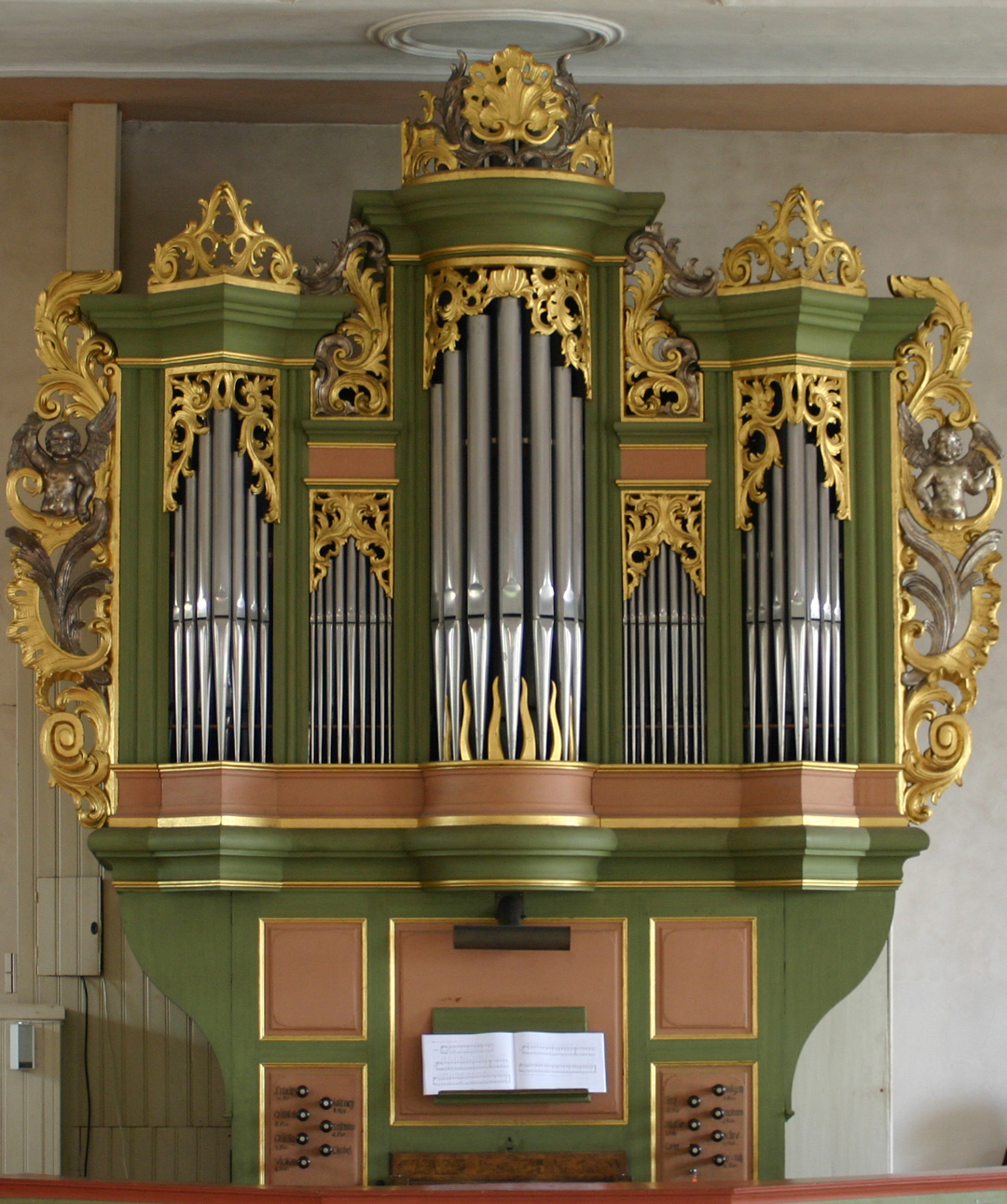
Ev. Stadtkirche: Johann Friedrich Syer/Förster & Nicolaus/Andreas M. Ott, 1758, 13 Register auf einem Manual und Pedal
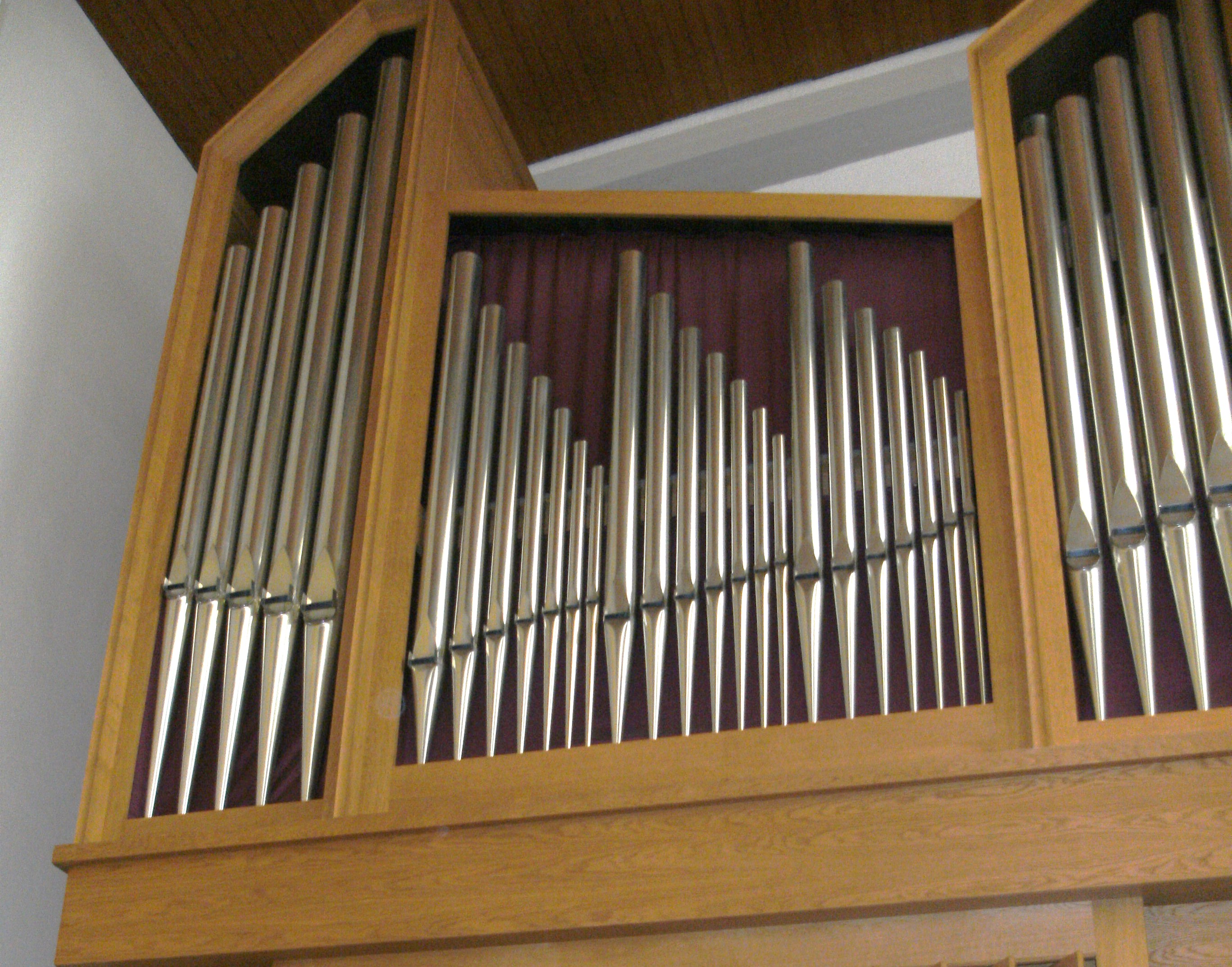
Kath. Kirche Sankt Michael: Josef Wilbrand (Übach-Palenberg), 1994, 23 Register auf zwei Manualen und Pedal

### Natur
- Liste der Naturdenkmäler in Rosbach vor der Höhe

## Städtepartnerschaften
- Netzschkau, Vogtland (Sachsen), seit 1990
- Ciechanowiec, Polen, seit 1995
- Saint-Germain-lès-Corbeil, Département Essonne, Frankreich, seit 1996

## Persönlichkeiten
- Margarete Elisabeth von Leiningen-Westerburg (1604–1667), Gräfin von Leiningen und Regentin der Landgrafschaft Hessen-Homburg
- Wilhelm Christoph von Hessen-Bingenheim und Hessen-Homburg (1625–1681), Landgraf von Hessen-Homburg
- Ernst Friedrich Felix Rumpf (1764–1849), geboren in Oberroßbach, Apotheker, Chemiker und Hochschullehrer
- Adolf Reichwein (1898–1944), Pädagoge, Wirtschaftswissenschaftler und Kulturpolitiker (SPD). Er war aktiv im Widerstand gegen die nationalsozialistische Diktatur. Er lebte als Kind in Ober-Rosbach und besuchte dort die Volksschule.
- Helmut Neubauer (1925–2001), geboren in Rodheim vor der Höhe, Osteuropa-Neuzeithistoriker
- Volkert Kraeft (* 1941), Schauspieler, lebt in Rosbach.
- Frank Farian (1941–2024), Musikproduzent, unterhielt viele Jahre ein Anwesen mit Tonstudio in Rosbach.
- Jessica Wahls (* 1977), Sängerin, Moderatorin und Modedesignerin, Mitglied der deutschen Girl-Group No Angels
- Till Helmke (* 1984), Sprinter und Sportfunktionär. Wuchs in Rosbach auf.
- Maja Nielsen (* 1964), Schriftstellerin, lebt in Rosbach.